# United States Disc Golf Championship
United States Disc Golf Championship, USDGC, har spelats sedan 1999 och hålls årligen på Winthrop Gold Course i Rock Hill, South Carolina, USA. USDGC är en av de största och högst ansedda discgolftävlingarna i världen. Tävlingen ingår som en av de stora Majortävlingarna.

## Vinnare USDGC
| År   | Datum         | Guld             | Silver            | Brons           | Resultat |
| ---- | ------------- | ---------------- | ----------------- | --------------- | -------- |
| 1999 | Oktober       | Ken Climo        | X                 | X               | X        |
| 2000 | Oktober       | Ken Climo        | X                 | X               | X        |
| 2001 | 11-14 oktober | Barry Schultz    | Ken Climo         | Larry Leonard   | PDGA     |
| 2002 | 17-20 oktober | Ken Climo        | Barry Schultz     | Mike Young      | PDGA     |
| 2003 | 16-19 oktober | Barry Schultz    | Ken Climo         | Scott Martin    | PDGA     |
| 2004 | 14-17 oktober | Ken Climo        | Darrell Nodland   | Cameron Todd    | PDGA     |
| 2005 | 12-15 oktober | David Feldberg   | Scott Martin      | Barry Schultz   | PDGA     |
| 2006 | 11-14 oktober | Barry Schultz    | Brian Schweberger | Steve Brinster  | PDGA     |
| 2007 | 3-6 oktober   | Ken Climo        | Avery Jenkins     | David Feldberg  | PDGA     |
| 2008 | 12-15 oktober | Nathan Doss      | Avery Jenkins     | Ken Climo       | PDGA     |
| 2009 | 7-10 oktober  | Nikko Locastro   | David Feldberg    | Josh Anthon     | PDGA     |
| 2010 | 6-9 oktober   | Will Schusterick | Nikko Locastro    | Steve Brinster  | PDGA     |
| 2012 | 3-6 oktober   | Will Schusterick | Richard Wysocki   | Josh Anthon     | PDGA     |
| 2013 | 2-4 oktober   | Steve Brinster   | Barry Schultz     | Steve Rico      | PDGA     |
| 2014 | 1-4 oktober   | Will Schusterick | Paul McBeth       | John McCray     | PDGA     |
| 2015 | 7-10 oktober  | Paul McBeth      | Richard Wysocki   | Nathan Doss     | PDGA     |
| 2016 | 5-8 oktober   | Jeremy Koling    | Nikko Locastro    | Richard Wysocki | PDGA     |
| 2017 | 4-7 oktober   | Nathan Sexton    | Richard Wysocki   | Paul McBeth     | PDGA     |
| 2018 | 3-6 oktober   | Paul McBeth      | James Conrad      | Kevin Jones     | PDGA     |
| 2019 | 2-5 oktober   | James Conrad     | Jeremy Koling     | Nikko Locastro  | PDGA     |
| 2020 | 7-10 oktober  | Chris Dickerson  | Calvin Heimburg   | Richard Wysocki | PDGA     |
| 2021 | 6-9 oktober   | Paul McBeth      | Kyle Klein        | Richard Wysocki |          |